# یاهو! نیوز
یاهو! نیوز (به انگلیسی: Yahoo! News، به‌معنای یاهو! اخبار) یک سرویس اینترنتی گردآورندهٔ خبری ارائه‌شده توسط شرکت یاهو! است. مقاله‌های خبری در یاهو! نیوز عمدتاً از خبرگزاری‌های آسوشیتد پرس، رویترز، خبرگزاری فرانسه، فاکس نیوز، کریستین ساینس مانیتور، رادیوی عمومی ملی، یواس‌ای تودی، سی‌ان‌ان، سی‌بی‌سی، ۷ نیوز و بی‌بی‌سی است.
بر طبق آمار نیلسن ریتینگز (به انگلیسی: Nielsen ratings) یاهو! خبر دومین سایت خبری پربازدید در ایالات متحده پس از وب‌گاه خبری msnbc.com و بالاتر از وب‌گاه سی‌ان‌ان است.